# كين كاربنتر (صحفي)
كين كاربنتر (بالإنجليزية: Ken Carpenter)‏ هو صحفي أمريكي، ولد في 18 نوفمبر 1956 في كليفلاند في الولايات المتحدة.